# Помонятівська сільська рада
| Помонятівська сільська рада — орган місцевого самоврядування у Рогатинському районі Івано-Франківської області з адміністративним центром у с. Помонята. Утворена 13 березня 1992 року. Водоймища на території, підпорядкованій даній раді: річка Свірж. Сільській раді підпорядковані населені пункти: - с. Помонята |

## Склад ради
Рада складається з 15 депутатів та голови.

### Керівний склад ради
| ПІБ                         | Основні відомості                                                 | Дата обрання | Дата звільнення |
| --------------------------- | ----------------------------------------------------------------- | ------------ | --------------- |
| Стефанишин Іван Зіновійович | Сільський голова, 1973 року народження, освіта, безпартійний      | 26.03.2006   | 31.10.2010      |
| Бабич Оксана Олегівна       | Сільський голова, 1971 року народження, освіта вища, позапартійна | 31.10.2010   |                 |

Примітка: таблиця складена за даними джерела